# Kim Christofte
Kim Piitala Christofte (Kopenhagen, 24 augustus 1960) is een Deens voormalig voetballer die doorgaans als linksachter speelde. Christofte maakte deel uit van het Deens voetbalelftal dat Euro 1992 won.

## Clubcarrière
Christofte won drie maal de Superligaen als speler van Brøndby IF en was voorts actief in België. Zo was hij drie seizoenen speler van KSC Lokeren waar hij gezelschap genoot van zijn landgenoot Preben Elkjær en sloot hij zijn loopbaan af bij K. Lierse SK in 1994.
Christofte bereikte met Brøndby de halve finale van de UEFA Cup 1990/1991. Naast een avontuur in België was hij ook actief in Spanje bij Malaga CF (1985), vervolgens in Zwitserland bij FC Wettingen (1985-1987) en tot slot speelde hij voor het Duitse 1. FC Köln van 1992 tot 1994.

## Interlandcarrière
Christofte is een 19-voudig Deens international en scoorde één doelpunt voor de nationale ploeg. In 1992 werd Christofte verrassend Europees kampioen met Denemarken. Een 33-jarige Christofte stopte met voetballen als linksachter van Lierse in 1994, zonder een minuut voor de club te spelen.

## Erelijst

### Club
Brøndby IF
- Superligaen

1985, 1990, 1991

### Internationaal
Denemarken
- Europees kampioenschap voetbal

 1992